# André Sarazin de Haes
Pour les articles homonymes, voir Sarazin.
André Pierre Paul Lucien Sarazin de Haes, connu sous le nom d'André Sarazin, est un écrivain et historien français, né le 6 avril 1933 à Angers et mort le 4 janvier 2007 dans cette même ville.

## Biographie
Archiviste de la ville d'Angers de grand renom, chevalier de la Légion d'honneur et titulaire de la Médaille du Département de Maine-et-Loire.
Il était membre titulaire de l'Académie des Sciences, Belles Lettres et Arts d'Angers, fauteuil auquel il fut élu en 1964.

Il exerça durant de nombreuses années le poste de professeur à l'Université catholique de l'Ouest.
Il fut aussi maire de Denée de 1966 à 1972, et membre du secrétariat particulier du Prince Jacques-Henri de Bourbon.

## Publications

### Ouvrages
- Denée ou la vie campagnarde,  Impr. Praizelin, 1961
- Manoirs et gentilshommes d'Anjou, Cholet, Farré et fils, 1965, 191 p. (2 éditions)
- Évocation du vieil Angers[1], Cholet, Farré et fils, 1980, 197 p.
- Pierres qui meurent en Anjou
- Fermes et logis du Bocage de l'Ouest
- Maisons rurales du Val de Loire
- Vieux logis en Anjou
- Gens et maisons du temps passé
- Supplément au dictionnaire historique, géographique et biographique de Maine-et-Loire, en deux volumes.

### Préfaces
- Mémoires de la marquise de La Rochejaquelein, préface et annotations
- Ma Russie d'Autrefois d'Irène de Yourcha

### Inédits
- L'architecte Bardoul de La Bigottière - Esquisse d'un portrait (Conférence donnée à l'Académie d'Angers lors de la séance du 13 juin 1986).

## Distinctions
- Chevalier de la Légion d'honneur à compter du 31 décembre 2006
- Officier de l'ordre des Palmes académiques
- Officier de l'ordre des Arts et des Lettres